# Werner W. Boehm
Werner William Boehm (geboren 19. Juni 1913 in Oberlangenstadt; gestorben 18. Oktober 2011 in New Brunswick, New Jersey) war ein US-amerikanischer Sozialarbeitswissenschaftler deutscher Herkunft. Er war maßgeblich an der Gestaltung der Ausbildungsrichtlinien für Soziale Arbeit an US-amerikanischen Hochschulen beteiligt.

## Leben
Werner Böhm war ein Sohn des Textileinzelhändlers Karl Böhm (1881–1974) und der Bertha Oppenheimer (1888–1974), er hatte den Bruder Erich. Sein Abitur machte er 1932 am Gymnasium in Ludwigshafen am Rhein, danach schrieb er sich als Jura-Student an der Universität Würzburg ein, wo er antisemitische Schmähungen ertragen musste, wogegen er sich (einmal auch handgreiflich) wehrte, was seine sozialen Probleme noch verstärkte. Nach der Machtübernahme durch die Nationalsozialisten flüchtete er über die Schweiz nach Dijon in Frankreich, wo er sein Jura-Studium beendete und 1937 promoviert wurde. Als Anwalt konnte er in Frankreich nicht tätig werden, die Zulassung setzte einen vorherigen zehnjährigen Aufenthalt im Lande voraus. Boehm überbrückte die Zeit als Markthelfer und mit Hilfsarbeiten in einer Druckerei. Im Dezember 1937 konnte er via Antwerpen mit einem Schiff in die USA reisen, Verwandte hatten sich bereit erklärt, ihn aufzunehmen. 
In den USA war Boehm anfangs Lehrer an einer Highschool in Montgomery (Alabama) und studierte parallel dazu Soziale Arbeit an der Tulane-Universität. Zwischenzeitlich versuchte er sich als Radio-Kommentator für Außenpolitik, gab diese Nebentätigkeit aber wieder auf, weil seine politischen Prognosen fast immer fehlschlugen. Sein Studium schloss er 1941 mit dem Master of Social Work ab.
1944 erhielt Boehm die US-amerikanische Staatsbürgerschaft und wurde in die Armee eingezogen, die ihn erst als Sozialarbeiter bei der Musterung und später in einer Klinik für Kriegsverwundete einsetzte. Nach dem Zweiten Weltkrieg lehrte er als Professor für Soziale Arbeit an der Universität Wisconsin, der Universität Minnesota und der Rutgers-Universität, an der er von 1963 bis 1972 Dekan war. 
Bereits 1955 war Boehm zum Direktor und Koordinator des staatlichen Council on Social Work Education Curriculum Study berufen worden, das entscheidende Impulse für die Professionalisierung der Sozialen Arbeit in den USA setzte.